# Ledenjak Aletsch
Ledenjak Aletsch je najveći ledenjak u Alpama. Dugačak je oko 23 kilometra i prekriva više od 120 kvadratnih kilometara, u švicarskom kantonu Valais/Wallis. Njega grade tri manja ledenjaka, koja se spajaju u mjestu Konkordia, gdje je debljina leda oko 1 kilometar. Nastavlja prema dolini Rhone, gdje stvara rijeku Massa. 
Cijelo područje s ledenjakom spada u zaštićeno područje Jungfrau-Aletsch, koje je na popisu UNESCO-ove Svjetske baštine, od 2001.

## Zemljopis
Ledenjak Aletsch grade tri manja ledenjaka, koja se spajaju u mjestu Konkordia: Veliki Aletschfirn, Jungfraufirn i Ewigschneefeld (Beskrajno ledeno polje). Kod mjesta Konkordia je ledenjak širok oko 1,5 kilometar i teče brzinom 180 metara u godini. Debljina leda na tom mjestu je oko 900 metara. Podnožje ledenjaka je na nadmorskoj visini 1 560 metara, gdje se nalaze morena.

## Povijest
1860. ledenjak Aletsch je bio 3 kilometra duži i oko 200 metara viši. Od 1980. topljenje se povećava.